# Alex Job Racing
Alex Job Racing – amerykański zespół wyścigowy, założony w 1988 roku przez Alexa i Holly Joba. Zespół startuje głównie w wyścigach długodystansowych, gdzie korzysta z samochodów Porsche. W historii startów ekipa pojawiała się w stawce American Le Mans Series, Grand-Am Rolex Sports Car Series, 12 Hours of Sebring, 24-godzinnego wyścigu Daytona, Rolex Sports Car Series, Le Mans Series oraz United Sports Car Championship. Siedziba zespołu znajduje się w Tavares na Florydzie.

## Sukcesy zespołu
- American Le Mans Series

2002 (GT) - Porsche 911 GT3-RS (Lucas Luhr, Sascha Maassen) oraz tytuł w klasyfikacji zespołów
2003 (GT) - Porsche 911 GT3-RS (Lucas Luhr, Sascha Maassen) oraz tytuł w klasyfikacji zespołów
2004 (GT) - Porsche 911 GT3-RSR (Timo Bernhard) oraz tytuł w klasyfikacji zespołów
2012 (GTC) - Porsche 911 GT3 Cup (Cooper MacNeil) oraz tytuł w klasyfikacji zespołów
2013 (GTC) - Porsche 911 GT3 Cup (Cooper MacNeil, Jeroen Bleekemolen)
- 24h Le Mans

2005 (GT2) - Porsche 911 GT3-RSR (Marc Lieb, Mike Rockenfeller, Leo Hindery)